# Skylake (microarquitectura)
Skylake es el nombre en clave para una microarquitectura de microprocesador de la empresa estadounidense Intel. Fue desarrollada como sucesora de la microarquitectura Broadwell, que fue lanzada en agosto de 2015. Skylake es un rediseño de microarquitectura que utiliza una tecnología de proceso ya existente, que actúa como un "tock" en el modelo de fabricación y diseño "tick-tock" de Intel. Según Intel, el nuevo diseño aporta mayor rendimiento de la CPU, la GPU y consumo de energía reducido. Skylake utiliza el mismo proceso de fabricación de 14 nm como Broadwell.